# Juuliku
Juuliku is een plaats in de Estlandse gemeente Saku, provincie Harjumaa. De plaats heeft de status van dorp (Estisch: küla).

## Bevolking
Het dorp had 340 inwoners op 31 december 2011 en 428 inwoners op 31 december 2021.